# Czarci Korytarz
Czarci Korytarz – grupa skał w lewych zboczach Doliny Będkowskiej na Wyżynie Krakowsko-Częstochowskiej. Znajduje się w górnej części tych zboczy, tuż powyżej Czarcich Wrót i biegnącej między nimi asfaltowej drogi z Będkowic przez dno Doliny Będkowskiej do Łazów.
Czarci Korytarz przez wspinaczy skalnych zaliczany jest do grupy Czarcich Wrót. Składa się z trzech zbudowanych z wapieni skał znajdujących się na stromym stoku. Tworzą one dwa równoległe rzędy skał o pionowych ścianach, pomiędzy którymi jest wąski korytarz. W różnych źródłach skały te mają różne nazwy. Paweł Haciski opisuje je pod wspólną nazwą Czarci Korytarz. Również na mapie Geoportalu są opisane pod tą wspólną nazwą. W portalu wspinaczy skalnych natomiast wyróżniono wszystkie trzy skały: Ząb, Despekt i Wschodni Wierzchołek, ponadto do Czarciego Muru zaliczono samotną skałę Czarci Kamień znajdującą się na północ od Czarciego Korytarza. Wszystkie są obiektem wspinaczki skalnej. Łącznie są na nich 24 dróg wspinaczkowych o trudności od IV+ do VI.4 w skali trudności Kurtyki oraz jeden projekt. Większość dróg ma zamontowane stałe punkty asekuracyjne: ringi (r) i stanowiska zjazdowe (st):

## Drogi wspinaczkowe
Ząb I
1. Miłosny odlot; VI.3+, 5r + st, 14 m
2. Z piekła rodem; VI.4, 5r + st, 13 m
3. Weekend warriors; VI.2+, 5r + st, 12 m
4. Pentagram; VI.3, 5r + st, 13 m
5. Czarcia zdrapka; VI+, 4r + st, 10 m
6. Mano cornuta; VI.1+, 4r + st, 10 m

Ząb II
1. Uśmiech wisielca; VI.3, 4r + st, 10 m
2. Czarcie ryski; IV+, 10 m
3. Prawa czarcia ryska; V+, 1r, 10 m

Ząb III
1. Prawa czarcia ryska; V+, st, 10 m
2. Kant hultajski; VI+/1, 4r + st, 10 m
3. Bigos hultajski; VI.1+/2, 4r + st,10 m
4. Projekt; st
5. Bułgarski łącznik; VI.3+, 3r + st, 9 m
6. Mokre igraszki; VI.1+, 3r + st, 9 m

Ząb IV
1. Swawolny Dyzio; VI.1+, 3r + st,9 m
2. Czarci komin; V, 13 m

Despekt
1. Potrójna rysa; IV, 10 m
2. Szczegóły nieznane; VI.1+, 5r + st, 10 m
3. Despekt; VI.3+, 5r + st, 11 m
4. Szczegóły nieznane; VI.3/3+, 5r + st, 11 m
5. Czarci filarek; VI.1, 5r + st, 11 m
6. Szczegóły nieznane; VI, 5r + st, 11 m

Wschodni Wierzchołek
1. Męka Basi; VI+, 10 m

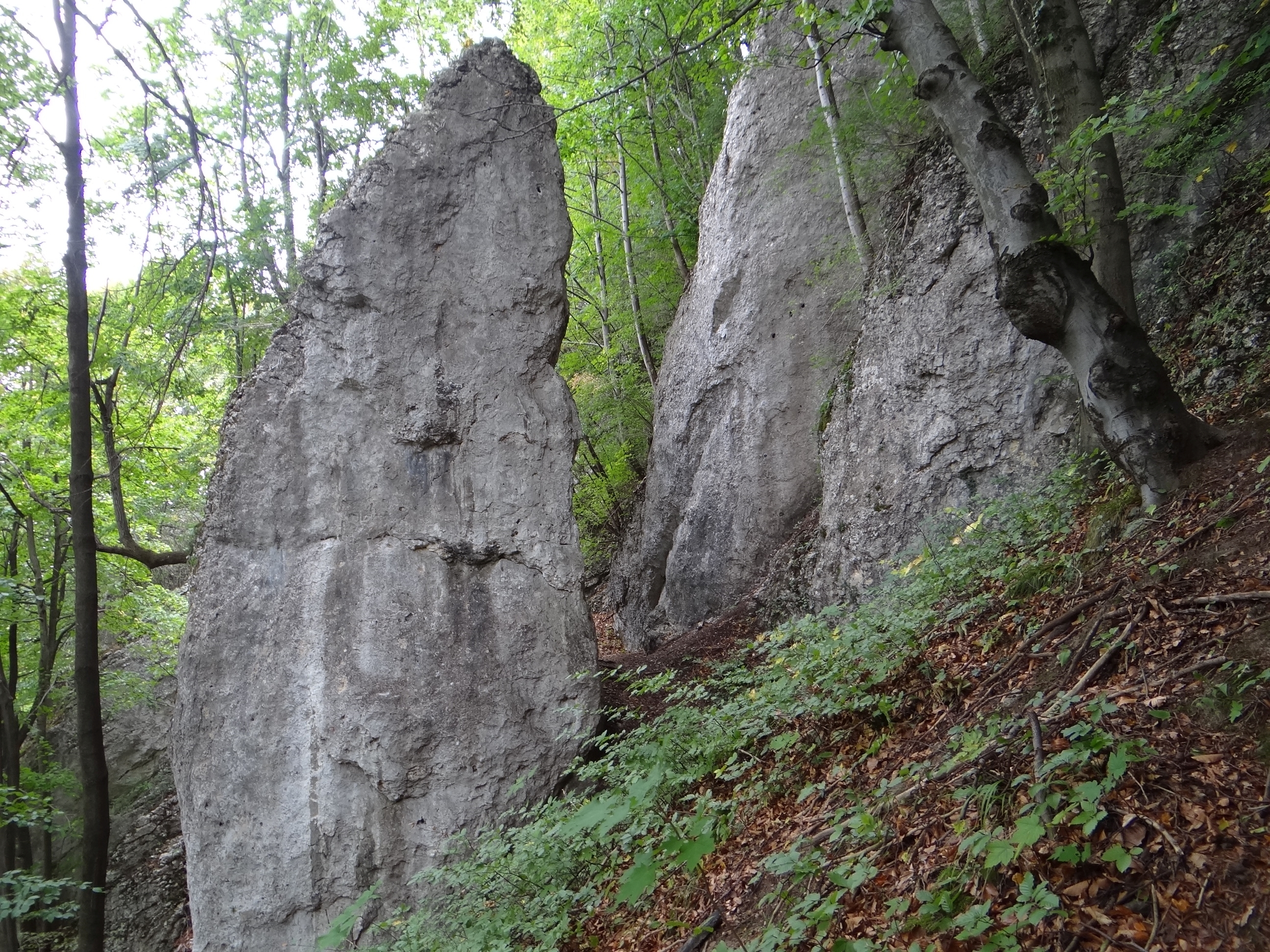
Ząb
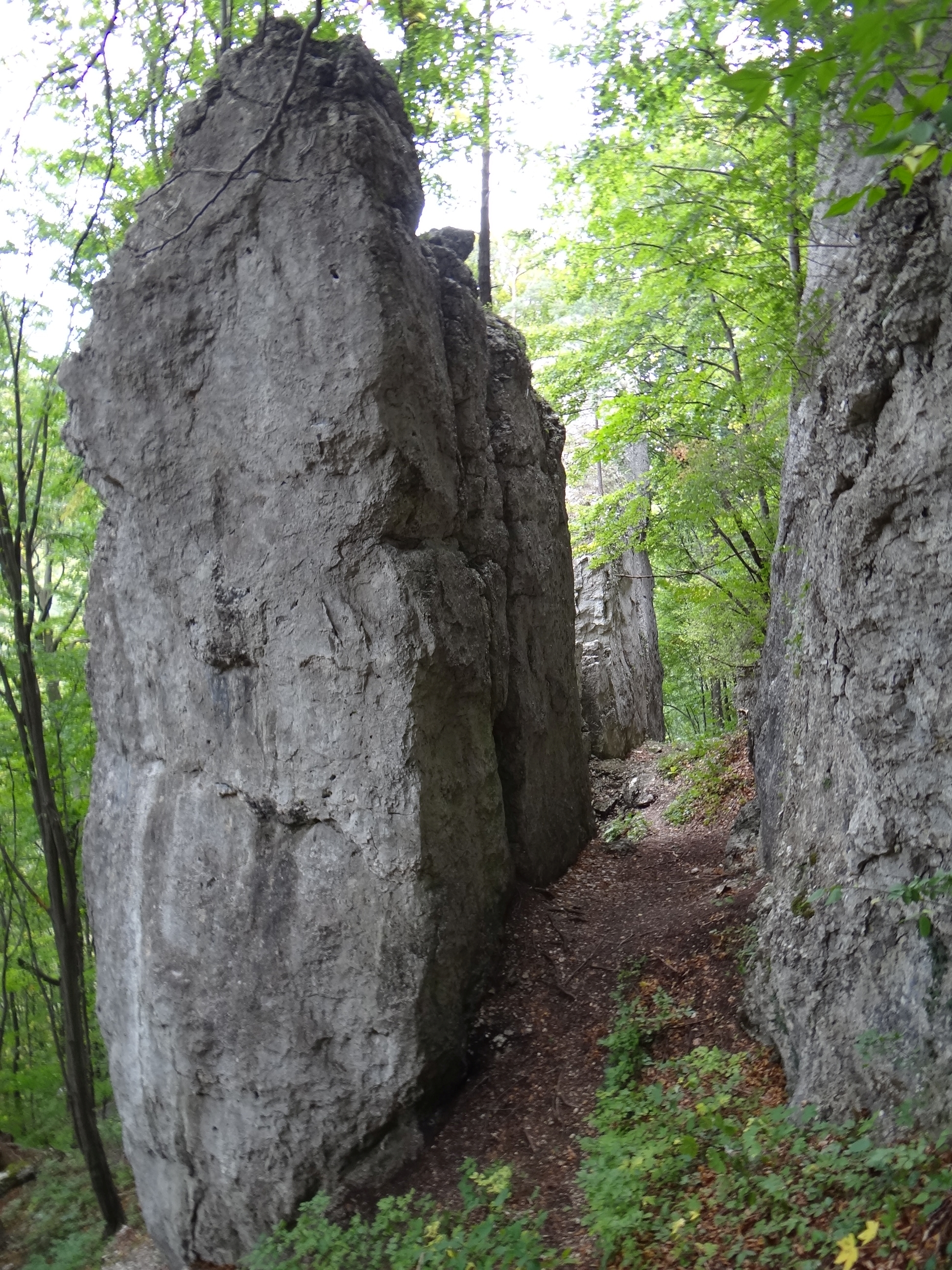
Czarci Korytarz
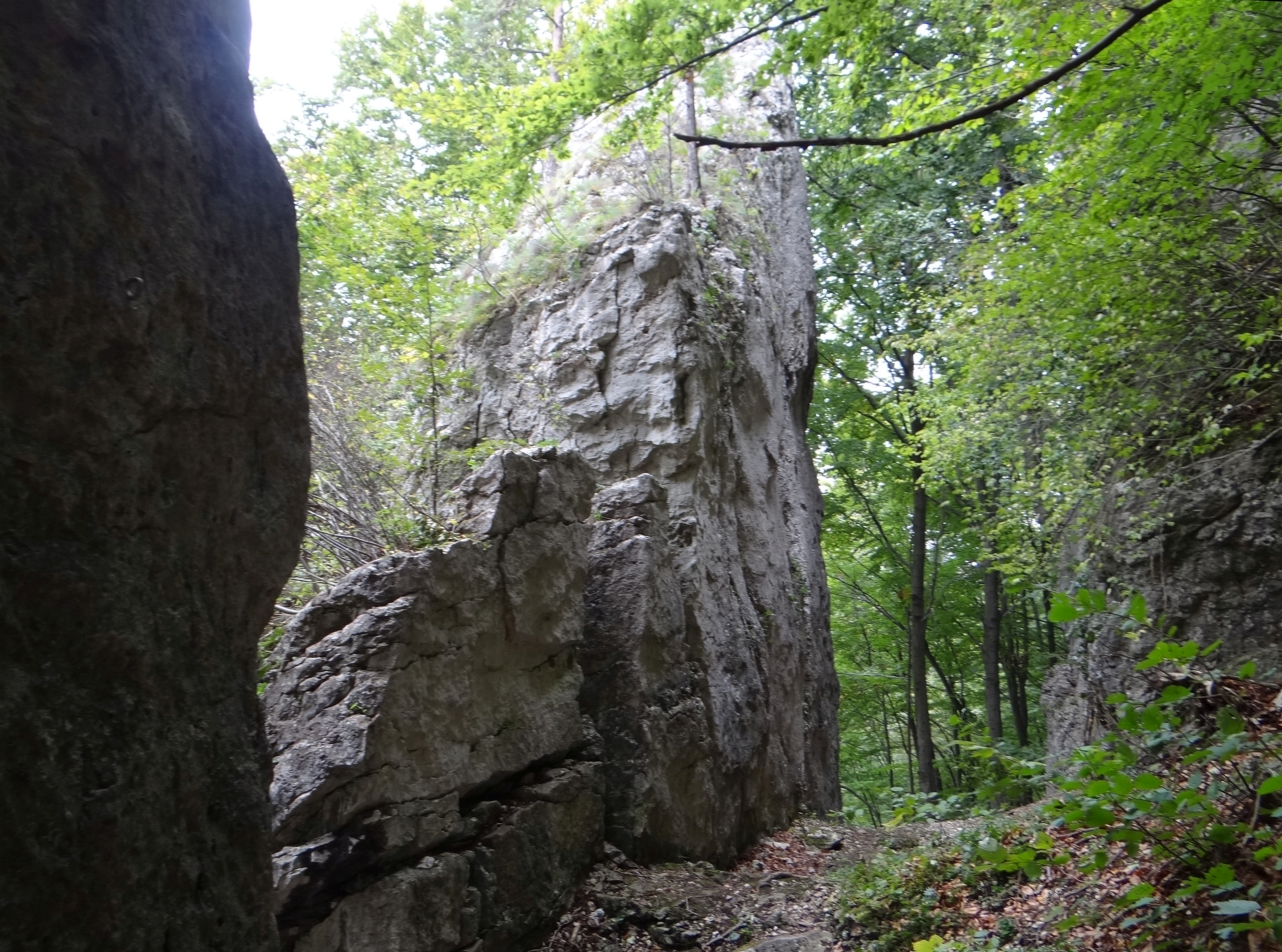
Czarci Korytarz
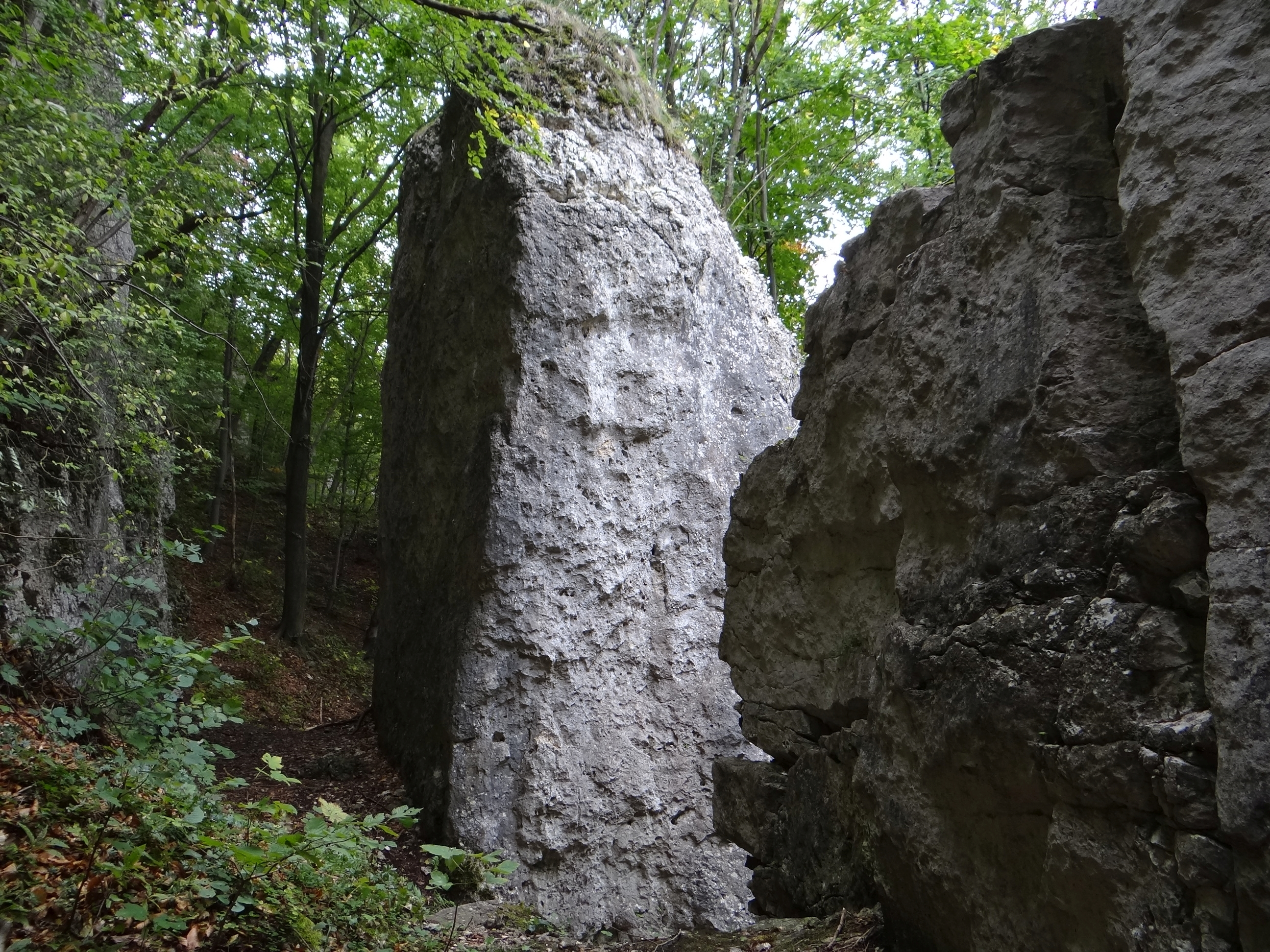
Czarci Korytarz

W skałach Czarciego Korytarza są dwie jaskinie: Czarci Schron w Despekcie i Czarci Komin we Wschodnim Wierzchołku.